# Estación de Illnau
La estación de Illnau es una estación ferroviaria de la localidad suiza de Illnau, perteneciente a la comuna suiza de Illnau-Effretikon, en el Cantón de Zúrich.

## Historia y ubicación
La estación de Illnau fue inaugurada en 1876 con la apertura de la línea férrea que comunica a Effretikon con Hinwil.
La estación se encuentra ubicada en el centro del núcleo urbano de Illnau. Cuenta con dos andenes, uno central y otro lateral, a los que acceden dos vías pasantes. En la estación también hay una vía muerta.
En términos ferroviarios, la estación se sitúa en la línea Effretikon - Hinwil. Sus dependencias ferroviarias colaterales son la estación de Effretikon, donde se inicia la línea, y la estación de Fehraltorf en dirección Hinwil.

## Servicios ferroviarios
Los servicios ferroviarios de esta estación están prestados por SBB-CFF-FFS:

### S-Bahn Zúrich
La estación está integrada dentro de la red de trenes de cercanías S-Bahn Zúrich, y en la que efectúan parada los trenes de una línea perteneciente a S-Bahn Zúrich:
- S 3 (Bülach –) Hardbrücke –  Zúrich HB – Stadelhofen – Effretikon – Wetzikon